# 61195 Martinoli
61195 Martinoli este un asteroid din centura principală de asteroizi.

## Descriere
61195 Martinoli este un asteroid din centura principală de asteroizi. A fost descoperit pe 28 iulie 2000 la Gnosca de Stefano Sposetti. Asteroidul prezintă o orbită caracterizată de o semiaxă mare de 2,39 ua, o excentricitate de 0,21 și o înclinație de 4,0° în raport cu ecliptica.